# Jesús Castellanos
Jesús Castellanos Villageliú (La Habana, 8 de agosto de 1879-La Habana, 29 de mayo de 1912) fue un escritor cubano.

## Biografía

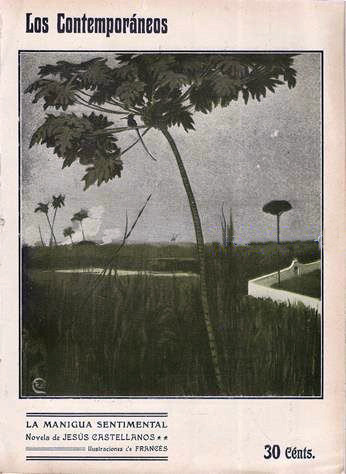
La manigua sentimental, en el nº 76 de Los Contemporáneos (10 de junio de 1910).

Nacido en La Habana el 8 de agosto de 1879, abandonó sus estudios universitarios de Filosofía y Letras para emprender la carrera de leyes, que también abandonó. 
Emigró a México al comenzar la Guerra de Independencia, donde realizó propaganda separatista. Se afilió en México a los Clubes México y Cuba, Morelos y Maceo e Hijos de Baire. Continuó durante este periodo en la Academia San Carlos de estudios de dibujo, iniciados en la Academia de San Alejandro de La Habana. Comenzó a estudiar Arquitectura a su regreso a Cuba en 1898, que también abandonó hasta graduarse finalmente de Derecho Civil en 1904. 
Colaboró como periodista, dibujante y caricaturista en la prensa de inicios de siglo: La Discusión, Patria, El Fígaro, Cuba y América, La Política, Azul y Rojo y otras, donde se destaca sobre todo por la mordacidad de sus caricaturas. Entre sus obras se encontró La manigua sentimental.
En 1910 fundó con Max Henríquez Ureña la Sociedad de Conferencias. La Academia Nacional de Artes y Letras de Cuba, de la cual fue su primer director, publica tres tomos de sus obras entre los años 1915 y 1916. Falleció en su ciudad natal el 29 de mayo de 1913.

## Obras
- 1914: Los optimistas (ensayos, póstumo)
- 1909: La manigua sentimental (noveleta)
- 1909: La conjura y otros relatos (relatos)
- 1908: Los dolientes (cuento)
- 1908: La agonía de la Garza (cuento)
- 1907: Los argonautas(novela inconclusa)
- 1907: Crepúsculo (cuento)
- 1907: La aventura de Petenera (cuento)
- 1906: Tierra adentro (relatos)
- 1906: La risa (cuento)
- 1904: Vicio de especie (cuento)
- 1902: Cabezas de estudio (artículos)